# Healing Is Difficult
Healing Is Difficult è il secondo album in studio della cantante australiana Sia, pubblicato nel 2001.

## Tracce
1. Fear – 5:11 (Sia Furler)
2. Drink to Get Drunk – 4:41 (Sia Furler, Sam Frank)
3. Taken for Granted – 4:35 (Sia Furler)
4. Blow It All Away – 4:40 (Sia Furler, Blair MacKichan, Felix Howard, Kevin Armstrong)
5. Get Me – 3:13 (Sia Furler, Sam Frank)
6. I'm Not Important to You – 6:08 (Sia Furler, Sam Frank)
7. Sober and Unkissed – 4:01 (Sia Furler)
8. Healing Is Difficult – 5:24 (Sia Furler, Sam Frank)
9. Judge Me – 4:15 (Sia Furler, Sam Frank)
10. Little Man – 6:04 (Sia Furler, Sam Frank)
11. Insidiously – 8:50 (Sia Furler, Sam Frank)

Tracce bonus nell'edizione australiana
1. Drink to Get Drunk (Different Gear Mix) – 7:54 (Sia Furler, Sam Frank)

Tracce bonus nell'edizione britannica
1. Little Man (Exemen Works) – 5:01 (Sia Furler, Sam Frank)
2. Drink to Get Drunk (Different Gear Mix) – 7:54 (Sia Furler, Sam Frank)

Tracce bonus nella 10th Anniversary Edition
1. Drink to Get Drunk (Different Gear Remix) – 7:55 (Sia Furler, Sam Frank)
2. Taken for Granted (Groove Chronicles Remix) – 5:19 (Sia Furler)
3. Taken for Granted (Desert Eagle Discs Mix) – 4:19 (Sia Furler)
4. Taken for Granted (Restless Soul Remix) – 7:02 (Sia Furler)
5. Taken for Granted (Soul Brother Remix) – 5:22 (Sia Furler)
6. Taken for Granted (MVP Remix) – 4:58 (Sia Furler)
7. Judge Me (Siksense Remix) – 5:35 (Sia Furler, Sam Frank)
8. Little Man (Exemen Works) – 5:04 (Sia Furler, Sam Frank)